# 中山四路 (重慶)
中山四路位於重慶市渝中區，全長約1公里，是國民政府駐渝期間許多政府機構和政黨代表處的所在地。

## 歷史遺址
- 國民政府行政院
- 桂園（雙十協定簽訂地）
- 周公館
- 戴公館